# اندیس دره تخت۱
دره تخت۱ یک اندیس فلزی است که در حوالی شهر درود استان لرستان قرار دارد و مادهٔ معدنی موجود در آن، مس است. و دیرینگی آن به دوران تریاس می‌رسد. 